# Solac
Solac es una empresa española de electrodomésticos, perteneciente al Grupo Taurus desde 2014.

## Historia
La empresa lanzó en 1916 su primer producto al mercado, una cafetera industrial. Por aquel entonces también fabricaba planchas tanto profesionales como para el hogar.
En 1935 lanzan la primera cafetera para uso doméstico.
En 1945 lanzan la primera plancha eléctrica del mercado. Diez años más tarde, en 1955, lanzan al mercado la primera plancha de vapor. A la vez que fabrican los primeros tostadores.
En 1979 se lanza al mercado la primera cafetera de hidropresión del mundo, que ofrecía café en pocos segundos. En 1983 lanzan otra primicia mundial, el primer calientaleche del mundo, lo que les permite aumentar su presencia internacional.
Desde entonces la empresa ha lanzado diferentes productos, especialmente planchas y cafeteras, con diferentes innovaciones.
En 2000 la empresa firma con el grupo Cegasa un acuerdo para que ésta comercialice sus productos, para finalmente pasar a formar parte del grupo Cegasa en 2005.
En julio de 2014, tras la suspensión de pagos del grupo Cegasa, es comprada por el grupo Taurus.

## Portfolio
Solac fabrica productos para diferentes necesidades:
- Cuidado de la ropa
- Cuidado del cabello
- Cuidado personal
- Cuidado del hogar
- Cafeteras espresso
- Cocina
- Bienestar

Algunos de los productos de solac incluyen: secadoras, aspiradores, quitapelusas, calientaleches, sandwicheras, freidoras, batidoras, hornos, licuadoras, exprimidores, hervidores de agua, cortapelos, pesos de baño, masajeadores, depiladores, emisores térmicos, radiadores de aceite, termiventiladores, convectores, humidificadores, deshumidificadores, entre otros.